# Bright Star
Bright Star är en dramafilm från 2009 regisserad och skriven av Jane Campion. Filmen skildrar de sista tre åren i poeten John Keats liv och hans romans med Fanny Brawne. I huvudrollerna som Keats och Brawne ses Ben Whishaw och Abbie Cornish.
Filmen nominerades bland annat till Guldpalmen, till ett Césarpris i kategorin Bästa utländska film och till en Oscar för Bästa kostym.

## Rollista
- Ben Whishaw – John Keats
- Abbie Cornish – Fanny Brawne
- Paul Schneider – Charles Armitage Brown
- Kerry Fox – Fannys mor
- Thomas Sangster – Samuel Brawne
- Antonia Campbell-Hughes – Abigail O'Donaghue Brown
- Claudie Blakley – Mrs Dilke
- Gerard Monaco – Charles Dilke
- Olly Alexander – Tom Keats
- Samuel Roukin – John Hamilton Reynolds
- Jonathan Aris – Leigh Hunt
- Samuel Barnett – Joseph Severn